# If You Leave Me Now
If You Leave Me Now är en popballad inspelad av den amerikanska musikgruppen Chicago. Låten utgavs som singel 1976 och medtogs på studioalbumet Chicago X. Den är skriven av gruppens dåvarande basist och sångare Peter Cetera. Med låten fick gruppen sin första listetta i USA och den blev också en stor hit i Europa, bland annat etta i Storbritannien.
Låten vann en Grammy Award i kategorin "Best Pop Vocal Performance" och nominerades också i kategorin "årets inspelning".

## Listplaceringar
| Lista (1976-1977) | Position              |
| ----------------- | --------------------- |
| Belgien           | 2                     |
| Danmark           | 1 (DR "Tipparaden")   |
| Finland           | 6                     |
| Frankrike         | 5                     |
| Irland            | 1                     |
| Kanada            | 1 (RPM)               |
| Nederländerna     | 1                     |
| Norge             | 4 (VG-lista)          |
| Nya Zeeland       | 2                     |
| Schweiz           | 3                     |
| Spanien           | 1                     |
| Storbritannien    | 1 (UK Singles Chart)  |
| Sverige           | 2 (Topplistan)        |
| USA               | 1 (Billboard Hot 100) |
| Västtyskland      | 3                     |
| Österrike         | 3                     |